# Лисич, Булгак (Лисичонок)
Булгак Лисич (Лисичонок) — киевский, овручский и черкасский боярин конца XV начала XVI века из села Булгаки на реке Возня, участник заговора Глинских, сын Якова Игнатовича Ельца (Лисицы) и Екатерины? На одной сестре Булгака Лисича был женат Волчко Романович — овручский староста с 1471 года, а на другой — отец Михаила Павши. Предполагается, что Булгаки Лисичи — угасший род (1522 год).

## Записи имений на монастыри
Булгак, как сын Лисича, упоминается под 7007 годом (1499 год) рядом с киевскими панами Волчковичами в «Грамоте Сигизмунда Августа, 1570 года, мая 30 дня, подтверждающей привиллегіи, данныя отъ его предковъ — Сигизмунда, Казимира, Александра, а равно и записи отъ нЂкоторыхъ земянъ кіевскшъ монастырю Свято-Никольскому пустынскому кіевскому на села, имЂнія и земли»:
« ...лыстъ Булгака Лысычина сына, а Мыхайла Волчиковича, подъ датою — въ лито симъ тысячъ семого року, мисяца аугуста четвертого дня, индыкта второго, которымъ лыстомъ своимъ они, оддаляючи жонъ, диты, братію и всихъ повынныхъ своихъ, дви дилныци свои — Селыща и Нонышовъ, лежачое при речце Красной, пашни, сеножати, и млына на тоть манастыръ пустынскый вечно записуютъ...»
Оригинал самого документа начинался так: «Я боулга(к) лисичи(н) сы(н) а михаило во(л)чкови(ч) чини(м) знаменито... што(ж) небожчикъ оць мои па(н) лисица записа(л) бы(л) стомоу николе поусты(н)скомоу манастырю половиноу селища ивони(н)цо(в)...»
В 1509 году Булгак Лисичонок записывает селище Бузиковское на реке Тясмине в районе Черкас, а также «человѣка своего отчизного, на имя Ѳедора у Ремезовичах» Киево-Печерскому монастырю. Видимо, поэтому в Помянике Киево-Печерской Лавры (1483—1526), вписан РОД ПАНА БОУЛГАКА ЛИСИЧЕНКА: Иакова, Екатерину, Максима. Григория, Василису. Евдокию, Агапию. В опубликованных документах из Актов Люблинского Трибунала польским историком А. Яблоновским, упоминается дочь Булгака Ивана Лисича, Агафья Ивановна (смотрите в Помянике, Агапию), очевидно на тот момент вдова Григория Геевича, указанного вместе с Охримом Геевичем, Павлом Булгаковским и Олешком Устимовичем Левковским в «Листе упоминальном до старосты овруцкого» короля Стефана Батория от 23 февраля 1578 года. Из того же суммариуша известно, что сын Агафьи Ивановны-Булгаковны и Григория (Гриня) Геевича, Яцко Гриневич, принял фамилию матери «Лисич».  
Кроме того, Дмитрий Грегорович Покалевский женат был с Гальшкой Пайрасовной Покалевской (1618), а его сестра Катерина, была женой пана Ивана Семёновича Прежовского (Бердычев, 1605), но второй муж Катерины ур. Покалевской — Лукаш Лисицкий, 1611 (схожая фамилия с Булгак-Лисичами).

## Брачные связи Лисичей с Олизарами-Волчками, Немиричами и Суринами
Среди пожалований Казимира от 1488 года есть запись о выдаче Булгаку Лисице «15 коп з мыта киевского и путивльского». В 1507 году за господаря Сигизмунда, встречаем Булгака Лисичонка в записях книг Литовской Метрики рядом с Суриным Путятичем и другими киевскими боярами:
«[1507.05] В Люблине, едучы с Кракова, и о г Люблина по дорозе едучи давано: Булъгаку Лисичанку на 13 копъ грошей з мыта киевского аргишового отмена. Сурину Путятичу на двенадцать копъ грошей з мыта киевъского аргишового отъмена...»
Духна Волковна — дочь Волчка Романовича, племянница Булгака Лисича по матери, а по отцу — овручского старосты Сенька Романовича (1506—1507), была замужем за Сурином Путятичем. В «Потверженье земянце киевъской Сурыновой Духне Волковъне и с(ы)ну её Стасю Сурыновичу на именья Ваверцы и Сеньковщыну, и местъце во Вручомъ, водлугь суду пана воеводы виленьског(о)» от 1522. 07. 26 «Сурыновая Духна Волковъна и зъ сыномъ своимъ Стасемъ Сурыновичомъ получила Ваверцы а о Сенъковъщыну, а о местъцо во Въручом, как именье дядка её Булгака Лисиченъка» (дядько по матери Духны):
«Жыкгимонътъ, Божю м(и)л(о)стью. 
Била намъ чоломъ земянъка киевъская Сурыновая Духна Волковъна и зъ сыномъ своимъ Стасемъ Сурыновичомъ о томъ, штож первеи сего будучы намъ в Городне з розсказанья н(а)шого смотрели их воевода виленьскии, канъцлер н(а)шъ, деръжавъца мозырскии, панъ Олбрахтъ Мартинович Кгашътолтъ з бояры слуцъкими и з Бугушомъ Борсуковичом а со Лвомъ Зверовичом, а зъ земяны киевъскими зъ Яцкомъ а Федкомъ Елцевичы о именье дядка её Булгака Лисиченъка, о Ваверцы а о Сенъковъщыну, а о местъцо во Въручом, имъ тыи именя и местъцо во Вручомъ, и съ сыном её, прысудили и на то еи листь свои судовыи дали, которы ж они листь судовыи  перед нами вказывали, и била намъ чоломъ, абыхмо еи на то дали н(а)шъ листь и то потъвердили еи нашымъ листомъ. Ино мы, выслухавъшы того листу судового, на то дали есьмо еи сес н(а)шъ листь и тыи именья Воверъцы и Сенъковъщыну, а местъцо во Вручомъ, потъверъжаемъ симъ нашымъ листомъ, нехаи она тыи именья и местъцо во Вручомъ держыть водлугъ суда и листу судового пана воеводы виленьског(о).» 
Первое упоминание о Суринах встречаем ещё в конце XV века:
«Листъ воеводе Киевскому, князю Дмитрию Путятичу. Пожаловаше господарскому дворянину Сурину села Соколовичи въ Киевскомъ повете съ людьми.
20 октября 1493 года.
Самъ Александръ.
Воеводе киевъскому кн(я)зю Дмитрею Путятичу. Бил намъ чоломъ дворанин нашъ Суринъ и просил в нас села в Киевъскомъ повете, на имя Соколовичов, з людьми. Ино мы ему тое село Соколовичи с тыми людьми дали; нехай онъ тое село и люди держит со всимъ по тому, што здавна к тому селу слухало, а намъ с того служить. П(и)сан в Лиде, октября) 20 ден, инъдик(т) И.» 
В листе Сигизмунда I от 31 августа 1518 года по спору за родовые владения с сестрой Семёна Полоза, то есть женой брата Духны, Михайла Волчковича — Михайловой, вдове Суриновой Духне с детьми были присуждены имения в Овручском и Киевском поветах:
«…Выступовичъ половицу, а Ильинцов половицу, а Шепеличъ половицу; которую ж половину Шепеличъ панъ Сенюшко на церковъ Пречистое Богоматери Печерское Киевъское въ шестидесятъ копахъ грошей записалъ; а в поли селишча: Дмитровичы, а Морулинъ, а Рокитное, а Ольшаницу, а на Роси езъ, а два члвки въ Солътегаеве…» «Материзные» имения Варевцы и Сельцы в Овручском повете, записаные прежде «братаничом» Ивашком своей матери Михайловой, по животу её также присуждены Суриновой Духне с детьми.
Духна Суринова имела двух сыновей: Станислава и Немиру, которые в 1552 году владели сёлами в Киевском воеводстве — Соколовичи, Белые Береги, Робовщина, Шипиловичи, Илинцы, Варевцы, Войняковщина, Ремезовичи, Гаврилковцы, Соловевич, Снижин, дворец Гуничи, пустовщины Дрочиловская, Чернятынская, Зайковская. Станислав Сурин в 1548 году получил от короля Чернобыльский замок на два года; он имел сыновей: Герасима и Потея. Герасим был женат на Марианне Стефановне Стецкой. Та же Духна Суринова имела дочек: Томилу за Йозефом Малышком и Полонью за Кондратом Кнегининским. В дальнейшем потомки Духны Суриновой потеряли свои владения в Рокитном и Ольшанице, особенно после битвы под Ольшаницей с татарами в 1527 году (имения разорены татарами).
Подобным образом сложилась и судьба имений Лисичей в Киевском повете. Речь идёт о Варевцах на реке Уши, Сеньковщине и поместью в Овруче, а также именьях на реке Красной («селыща Ивонинцовъ, лежачого при речце Красной, пашни, сеножатей, и млына»), которые были подарены церкви или захвачены другими киевскими панами (Сурины, Немиричи).
Так, дочь Булгака Лисичонка — Федя Болгакова по прозвищу Лисич была замужем за Ивашком Немиричем и владела селом Варевцы, как отчинной. Но, Федя не оставила по себе потомства, а Варевцы перешли Немиричам (часть), а другая часть, тем же Суринам. Из привилея земенину вруцкому Ивашку Немиричу от 7 августа 1510 года:

«1510. 08. 07 Привилеи земенину вруцкому Ивашку Немиричу, зоставуючы его при чти за выправенем се от зрады и пры именю жоны его Варевцах, и при инших всих именяx и маетъностях
Жикгимонт, Божю милостью корол и великий княз. 
Билъ намъ чоломъ земянин вруцкии Ивашко Немиричь о томъ, штожъ дворанинъ нашъ Суринъ впросилъ былъ в нас именье отчизное жоны его, Болъгаковы дочки Лисича Феди, на имя Варевъци, о чомъ жо мы перъвеи сего вже межи ними смотрели и тое именье Варевци жоне его Булъгаковой дочце присудили и листъ нашъ судовыи еи на то дали, нижли не казали есмо были еи за тымъ Ивашкомъ Немиричомъ быти, а то для тое причины, што помовено было на него, ижъ онъ зъ зрадцою нашимъ з Глинскимъ был и панства, землю нашу, казилъ. И потомъ тотъ Ивашко Немиричь билъ нам чоломъ и поведилъ перед нами, штожъ он мешкалъ въ зрадъци нашого у Ивана Глинского, а тое рады их не былъ сведомъ, и коли вже врозумелъ по нихъ, ижъ они таковую [зраду] вмыслили и стали напротивъку насъ господара, онъ послалъ отца своего Немиру до гетъмана нашог(о), кн(я)зя Косътянътина Ивановича Острозъского, прирожоному г(о)с(по)д(а)ру своему, служити и тежъ поведаючи, ижъ великий кн(я)зь московъскии дворянина нашого Остафъя Дашковича маеть до зрадци нашого Глинъского прислати, и кн(я)з деи Костянтинъ напротивъку того до мене отъписалъ жадаючи мене, ажъбыхъ тамъ змешкалъ до тыхъ часовъ, поки Остафеи тамъ з Москвы будеть, и до Остафъя деи тежъ в той речи кн(я)зь Костянтинъ писал, ажъбы ся на веру предковъ своих и свою, и тежъ на ласку вашое м(и)л(о)сти панскую впамяталъ и вашои бы м(и)л(о)сти, г(о)с(по)д(а)ру своему прирожоному, служилъ, и я деи, подлугъ науки кн(я)зя Костянтиновы, Остафъя тамъ дождалъ и листъ князя Костянътиновъ ему далъ, а самъ есми втекъ до Вручого, и тыи онъ листы кн(я)зя Костянтиновы, который же писанъ до Остафъя и до него тежъ пepeд нами вказывалъ а и сам тех кн(я)зь Костянътинъ в листе своемъ в тои речи до насъ за нимъ писал поведаючи, ижъ то такъ есть, какъ онъ передъ нами поведилъ. Ино коли ся тая речъ такъ в собе маеть, мы тому порозумели, штожъ онъ в тои зраде не есть виненъ, зася есмо его при его чти заставили. Маеть онъ с тою жоною своею, з Булгаковою дочкою Федею, мешкати по первому и тое именье Варевци и инъшии вси именья ее деръжати и вживати поспол с нею по тому, какъ и тесть его небожъчикъ панъ Булъгакъ Лисичанокъ деръжалъ. И на то есьмо казали ему дати сесь нашъ листъ || [400(384)] подъ нашою печатью. П[и] сан в Кракове, авгус(та) 7 д(е)нь, индик(т) 13 .» 
А родовые имения Юхна Обернеевича Волчковича в Олевской волости (Волковицкая земля, Сновидовичи, Довгоселье и Городище) были присуждены Сигизмундом Ивашку Немиричу, «по близкости жоны его» (второй):
«[1518]. 12. 15 Земенину овруцкому Ивашъку Немиричичу на именя пана Юхна Обернеевича, земенина вруцкого ж, по близкости жоны его.
Жикгимонтъ. Воеводе киевъскому пану Анъдрею Немировичу.
Бил намъ чоломъ земенинъ овъруцкии Ивашъко Немиричич о том, штожъ деи земенинъ киевъскии панъ Юхно Обернеевичъ, отходечы с того света, полецил душою своею печаловати се наместънику овруцкому пану Семену Полозовичу, именья свои вси в опекъ и въ оборону ему жъ полецил до тых часовъ, поки бы ся хто близкихъ его к тымъ именьямъ знашолъ, ино, какъ тыми разы панъ Семенъ в нас в Кракове был, и онъ нам сам о том устъне поведил, ижъ к тым именьямъ близкого жадного нетъ, нижли поведилъ намъ, ижъ одинъ братъ в него былъ, и того татарове взяли и вжо тому колько годовъ естъ, а о том ведома нетъ, жив ли або не живъ, и онъ жедалъ насъ, абыхмо дозволили ему тые именья к своим рукам мети до тых часовъ, поки бы ся хто близкии к тым именям знашолъ. Ино мы, на поведанье п(а)на Семеново, дозволили были есмо ему тые именья его мети к своеи руце, до истья з рукъ неприятельских того брата его. То пакъ тотъ Ивашъко поведилъ перед нами, ижъ понял сестричку роженую того Юхна Обернеевича, которая деи к тымъ именьямъ близкая, и через неё близшого никого нетъ, и билъ намъ чолом, абыхмо его по близкости жоны его при тых именьях зоставили. А прото ж, коли ся тая речъ такъ в собе маеть, ижъ нихто к тым именьямъ Юхновым близшии не можеть быти, только его жона, мы, з ласки нашое, на чоломбитье его, то вчинили: тых именеи по близкости жоны его есмо допустили. А прото штобы твоя м(и)л(о)сть, пане воеводо, пану Семену приказалъ, ажъбы тых именеи Юхновых ему ся поступилъ конечъно. А естли бы ся не хотелъ поступити, и твоя бы м(и)л(о)сть тые именья в него оземшы и ему подалъ. А вед же, коли, дасть Богъ, тотъ братъ его оттол з рукъ непрыятельских выидеть, и онъ с ним и тогъды о тыхъ именьяхъ своих будеть мовити, а мы его отчины не отдаляемъ. Писан в Берести, дек(абря) 15 день, инъ-дик(т) 7».
Прямое или даже косвенное участие Булгака Лисичонка в восстании Глинских (его дочь Федя замужем за доверенным лицом и слугой Ивана Глинского — Ивашком Немиричем), переход земель другим родам в качестве посага или господарской воли, опустошительные набеги крымских татар на северно-украинские земли, привело к тому, что начиная с первой половины XVI века Лисичины уже не владеют своими отчизными землями в Киевском повете, а род Булгака Лисича растворяется в других родах, близких по происхождению.